# Гологорички Дол
Гологорички Дол је село у хрватском делу Истре. Налази се на територији општине Церовље и према попису из 2001. године има 84 становника.